# Llista d'alcaldes de Benidorm
L'Alcalde de Benidorm és la màxima autoritat política de l'Ajuntament de Benidorm i del municipi de Benidorm, a la Marina Baixa, País Valencià.
D'acord amb la Llei Orgànica 5/1985, de 19 de juny, del Règim Electoral General, l'alcalde o alcaldessa és elegit per la corporació municipal, formada pels regidors, que a la vegada són escollits per sufragi universal pels ciutadans de Badalona amb dret a vot, mitjançant eleccions municipals celebrades cada quatre anys. En la mateixa sessió plenària de constitució de la corporació es procedeix a l'elecció de l'alcalde o alcaldessa, on poden ser candidats a alcalde tots els regidors que encapçalin les corresponents llistes electorals de cada candidatura. És proclamat electe el candidat que obté majoria absoluta de vots, si cap obté dita majora és proclamat alcalde el regidor que encapçala la llista més votada.

## Llista

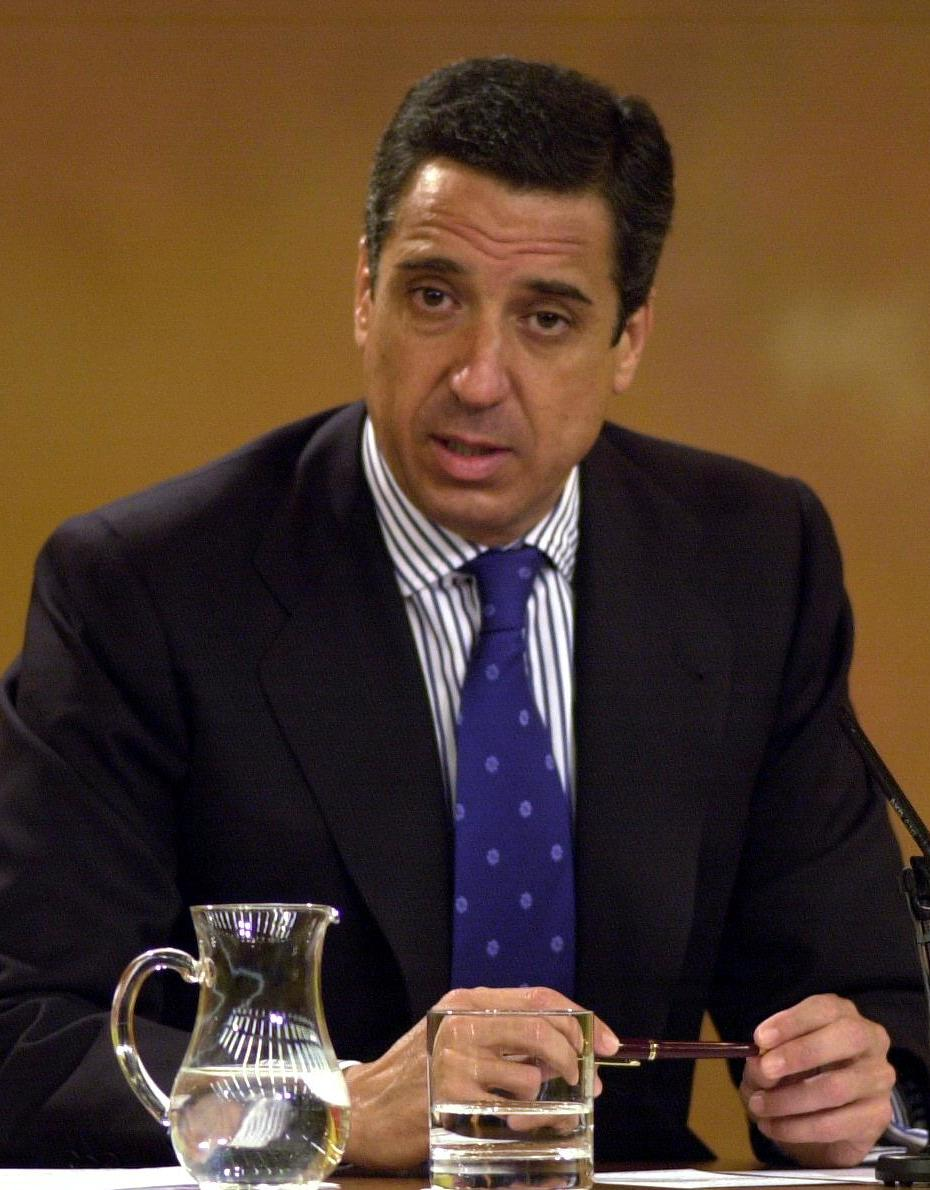
Eduardo Zaplana (1991-1994)

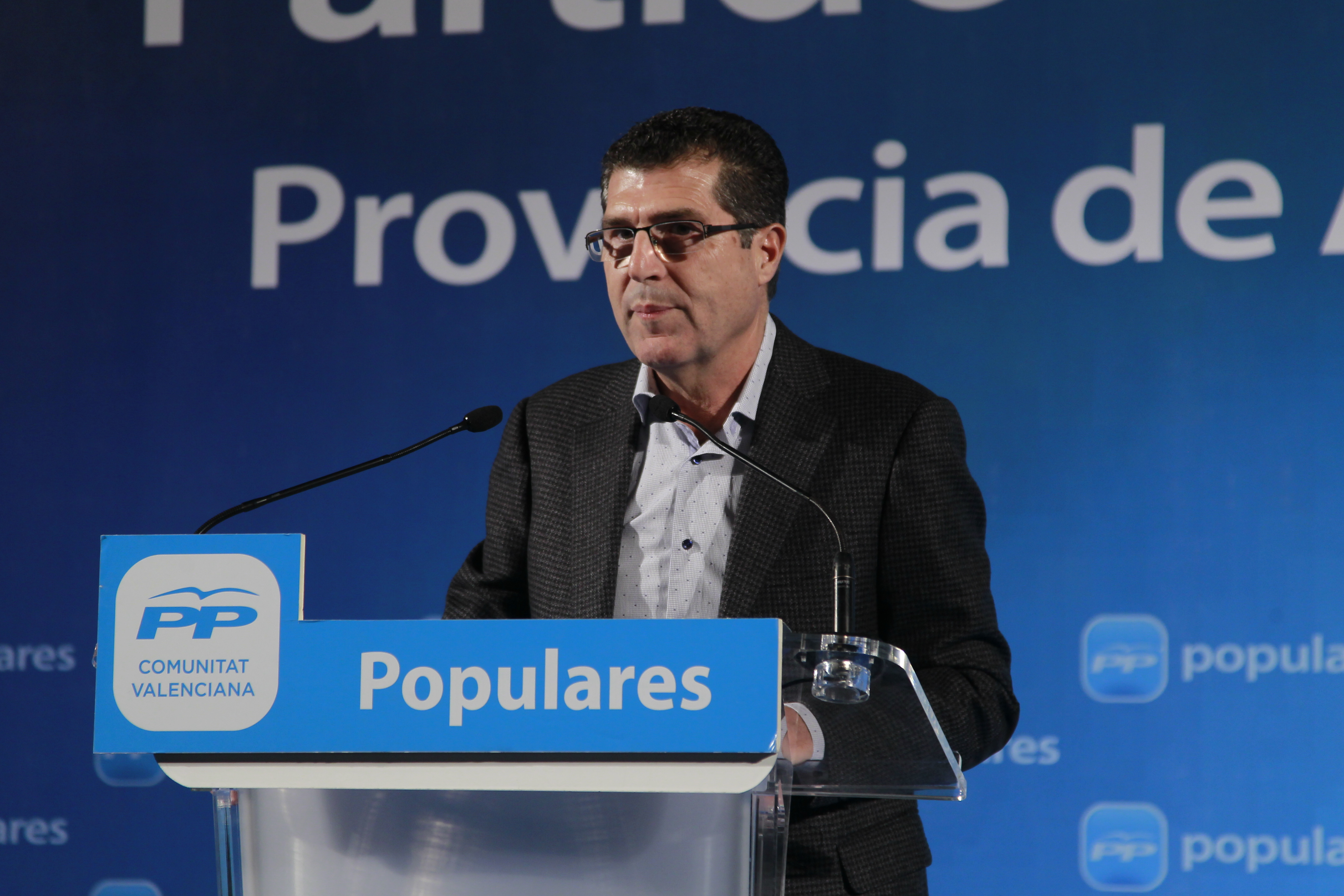
Manuel Pérez Fenoll (2006-2009)

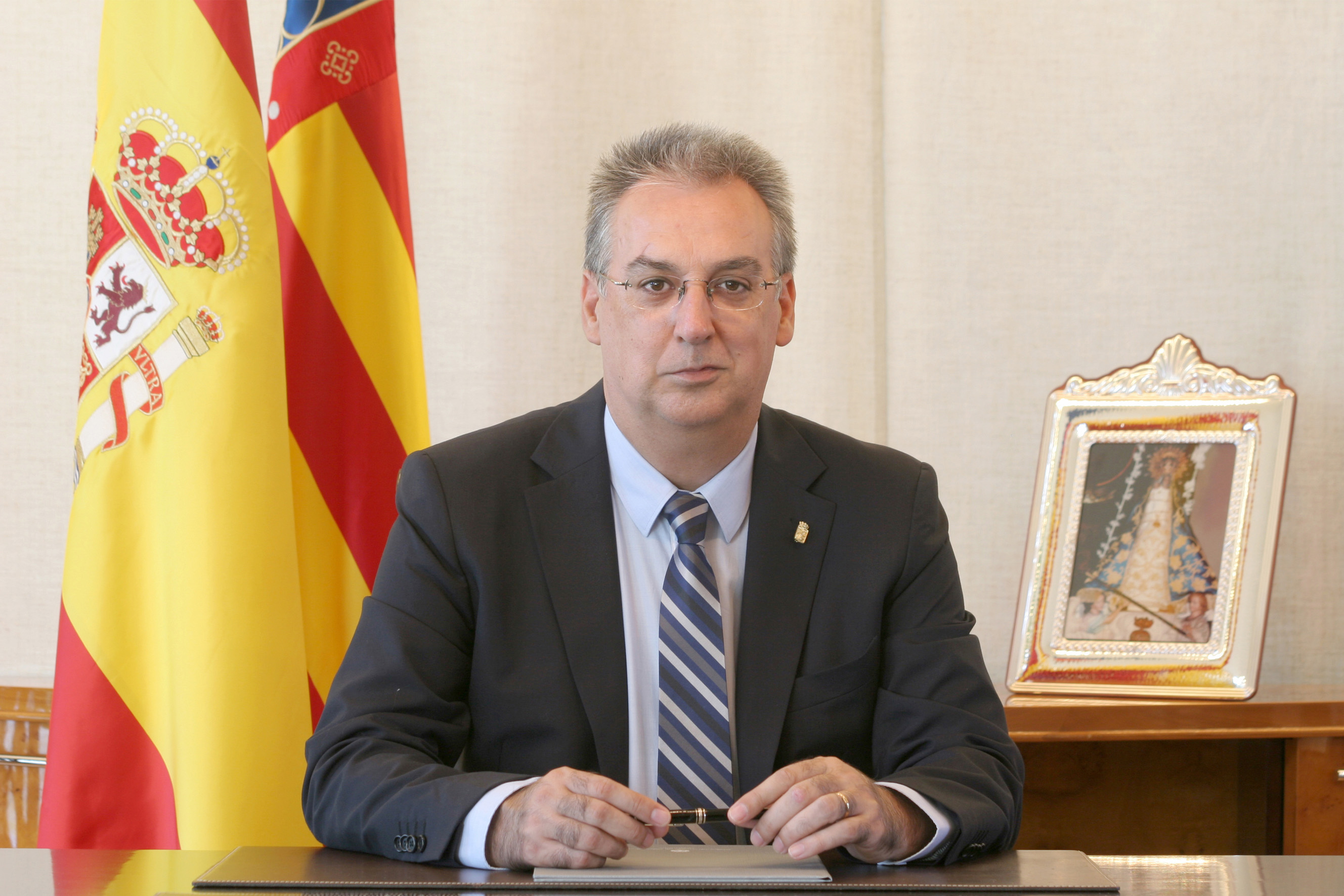
Agustín Navarro (2009-2015)

| Alcalde                             | Inici del mandat | Fi del mandat | Partit | Partit   |
| Regne d'Espanya (1873-1931)         |                  |               |        |          |
| Vicente Zaragoza Soria              | 9-III-1906       | 10-V-1908     |        | n/a      |
|                                     |                  |               |        |          |
| Vicente Zaragoza Soria              | 1-I-1910         | 31-XII-1913   |        | n/a      |
|                                     |                  |               |        |          |
| Miguel Pérez Llaudes                | 1-I-1919         | 28-XII-1919   |        | n/a      |
|                                     |                  |               |        |          |
| Vicente Llorca Alós                 | 26-X-1925        | 9-II-1930     |        | UP       |
| Pedro Berdín Orts                   | 26-II-1930       | 15-III-1931   |        | n/a      |
|                                     |                  |               |        |          |
| IIa República Espanyola (1931-1939) |                  |               |        |          |
| Francisco Farach Pérez              | 7-VI-1932        | 31-XII-1935   |        | n/a      |
| Vicente Pérez Pérez                 | 12-I-1936        | 11-III-1936   |        | n/a      |
| José Miñana Pérez                   | 11-III-1936      | 23-VI-1936    |        | FP       |
| Jaime Ferrer Nomdedeu               | 14-VII-1936      | 25-I-1937     |        | PSOE     |
| Emilio Ruzafa Roig                  | 26-I-1937        | 21-III-1937   |        | FP       |
| Marco Ivars Pérez                   | 22-V-1937        | 15-VI-1937    |        | FP       |
| José Fuster Sanchís                 | 28-VI-1937       | 16-I-1938     |        | FP       |
| José Pagés Barceló                  | 6-II-1938        | 17-I-1939     |        | PSOE     |
| Estat Espanyol (1939-1975)          |                  |               |        |          |
| Ángel Ruiz de Apodaca Martínez      | 30-III-1939      | 16-IV-1939    |        | FET-JONS |
| Gonzalo Faus Saquero                | 22-IV-1939       | 18-IX-1939    |        | FET-JONS |
| Vicente Pérez Fuster                | 8-XI-1939        | 22-XII-1949   |        | FET-JONS |
| Ramón Ferrando Solbes               | 22-XII-1949      | 10-XII-1950   |        | FET-JONS |
| Pedro Zaragoza Orts                 | 24-XII-1950      | 12-X-1966     |        | FET-JONS |
| Jaime Barceló Pérez                 | 12-X-1966        | 3-II-1971     |        | FET-JONS |
| José Manuel Reverte Coma            | 3-II-1971        | 30-VII-1973   |        | FET-JONS |
| José Llorca Cortés                  | ??-IX-1973       | 8-I-1974      |        | FET-JONS |
| Miguel Pérez Devesa                 | 8-I-1974         | 16-V-1977     |        | FET-JONS |
| Regne d'Espanya (1975-actualitat)   |                  |               |        |          |
| José Llorca Cortés                  | 17-V-1977        | 3-IV-1978     |        | UCD      |
| Rafael Ferrer Meliá                 | 4-IV-1978        | 16-IV-1979    |        | PNPV     |
| José Such Ortega                    | 19-IV-1979       | 20-V-1983     |        | UCD      |
| Manuel Catalán Chana                | 23-V-1983        | 22-XI-1991    |        | PSOE     |
| Eduardo Zaplana Hernández-Soro      | 22-XI-1991       | 5-XI-1994     |        | PP       |
| Vicent Pérez Devesa                 | 9-XI-1994        | 16-III-2006   |        | PP       |
| Manuel Pérez Fenoll                 | 25-III-2006      | 22-IX-2009    |        | PP       |
| Agustín Navarro Alvado              | 22-IX-2009       | 13-VI-2015    |        | PSOE     |
| Antonio Pérez Pérez                 | 13-VI-2015       |               |        | PP       |